# تصویر ۸×۱۰
تصویر ۸×۱۰ (به هندی: 8 x 10 Tasveer)فیلمی محصول سال ۲۰۰۹ و به کارگردانی ناگش کوکونور است. در این فیلم بازیگرانی همچون آکشی کومار، آیشا تاکیا، شارمیلا تاگور، جاوید جعفری، گیریش کارناد ایفای نقش کرده‌اند.

## داستان
جی پوری(آکشی کومار) یک محیط بان جنگل در آلبرتا کانادا می‌باشد .پدرش در اثر سکته قلبی در قایق تفریحی اش از دنیا می رود.اما یک پلیس سابق به نام هپی که دوست خانوادگی آن‌ها محسوب می‌شود به جی می گوید که پدرش به قتل رسیده است و در اثر سکته قلبی نمرده است. جی ابتدا حرفهای هپی را باور نمی‌کند اما کم کم با دیدن شواهدی مشکوک می‌شود.جی یک توانایی خارق العاده دارد و با نگاه کردن به عکس‌ها درون آن می‌رود و می‌تواند ذهنش را به زمان وقوع عکس بفرستد و متوجه واقعیت شود، تصمیم می گرد تا از این توانایی استفاده کند.
او با نگاه کردن به یک تصویر ۸×۱۰ که در روز مرگ پدرش گرفته شده‌است پی به قسمتی از حقایق می برد او هر بار فقط یک دقیقه می‌تواند تمرکز کند و فقط قسمتی از حقیقت را ببیند، اما او هربار که این کار را می‌کند دچار حمله می‌شود و کارش به بیمارستان کشیده می‌شود.دوست دخترش شیلا (آیشا تاکیا) از او می‌خواهد این کار را تکرار نکند چون برایش ضرر دارد اما جی نمی‌تواند این موضوع را نادیده بگیرد او متوجه نقش عمو و پسر عمویش در این ماجرا می‌شود ابتدا عموی او توسط فردی ناشناس کشته می‌شود و با اطلاعات او پسرعمویش هم دستگیر می‌شود اما پس از دستگیری پسر عمویش حس می‌کند که شخص دیگری هم در این کار دخالت داشته‌است.یک روز فردی ناشناس به خانه مادرش می‌رود و قصد کشتن مادر جی را دارد، اما جی سر می رسد و پیکر نیمه جان مادرش را به بیمارستان می برد.
مادر جی در همان حال بیماری از جی می‌خواهد تا به انباری برود و حقایقی از گذشته را کشف کند.او در نهایت جی می فهمد برادر دوقلویی داشته‌است که در کودکی گم شده‌است و قتل پدرش کار او بوده‌است و او می‌خواهد با کشتن آن‌ها انتقام بگیرد و ثروت خانواده اش را تصاحب کند.در نهایت در هنگامی که جی در خانه اش و در حال تمرکز بر روی عکس است برادر دوقلویش جت سر می رسد اما فکر می‌کند جی مرده است، اما بعداً می فهمد که جی زنده است. جی می فهمد که شیلا هم همدست جت است، جی و جت با هم درگیر می‌شوند در همان حال هپی که نگران حال جی است سر می رسد و در مورد اینکه کدام فرد جی است دچار شک می‌شود وقتی می فهمد جی واقعی کدام است شیلا او را با تبر می کشد.شیلا و جت جسد هپی را درون دریا می اندازند و جی که دست بسته است را هم به دریا می اندازند ولی جی خودش را نجات می‌دهد و با رفتن روی قایق از جت می‌خواهد از این کار دست بکشد، جت در حال نرم شدن است که شیلا با عصبانیت از او می‌خواهد تا جی را بکشد اما جت نمی‌پذیرد و شیلا به جت شلیک می‌کند و جت هم متقابلاً شیلا را می کشد.